# Milan Brglez
Milan Brglez (en eslovè [ˈmíːlam ˈbə́ɾɡlɛs]; nascut l'1 de setembre del 1967 a Ljubljana, República Socialista d'Eslovènia) és un polític eslovè qui va ser president de l'Assemblea Nacional d'Eslovènia del 2014 al 2018. Brglez es va graduar de ciències polítiques, va completar un màster en dret i va obtenir el doctorat en relacions internacionals, especialitzat en teoria política. Va ser director del departament de relacions internacionals a la facultat de ciències socials de la Universitat de Ljubljana. A les eleccions al Parlament Europeu de maig del 2019 va ser elegit com un dels dos diputats pel partit de Socialdemòcrates (Eslovènia).